# Москаленський район
Москаленський район (рос. Москаленский район) — муніципальне утворення у Омській області.

## Адміністративний устрій
- Москаленське міське поселення
- Алексіївське сільське поселення
- Гвоздевське сільське поселення
- Єкатеріновське сільське поселення
- Звездінське сільське поселення
- Івановське сільське поселення(інші мови)
- Ільїчовське сільське поселення
- Краснознаменське сільське поселення
- Новоцарицинське сільське поселення
- Роднодолинське сільське поселення
- Тумановське сільське поселення
- Шевченковське сільське поселення
- Елитовське сільське поселення